# Jianchangornis
Jianchangornis é um gênero extinto de aves do grupo Euornithes. Fósseis foram descobertos na Formação Jiufotang em  Liaoning, na China.